# Bourletiella
Genre
Bourletiella est un genre de collemboles de la famille des Bourletiellidae.

## Liste des espèces
Selon Checklist of the Collembola of the World (version du 12 août 2019) :
- Bourletiella arvalis (Fitch, 1862)
- Bourletiella captis Baijal, 1969
- Bourletiella christianseni Snider, 1978
- Bourletiella drachi Delamare Deboutteville & Massoud, 1963
- Bourletiella friedlaenderi (Börner, 1903)
- Bourletiella gibbonsi Snider, 1981
- Bourletiella guevarai Rapoport, 1970
- Bourletiella hortensis (Fitch, 1862)
- Bourletiella insula Folsom, 1932
- Bourletiella juanitae Maynard, 1951
- Bourletiella khenifrana Bretfeld, 2001
- Bourletiella meghalayensis Mandal, 2018
- Bourletiella millsi Pedigo, 1968
- Bourletiella pisifera Fjellberg, 1984
- Bourletiella pistilla Gisin, 1946
- Bourletiella pluslineata (Stach, 1922)
- Bourletiella punctata (Lucas, 1846)
- Bourletiella radula Gisin, 1946
- Bourletiella rapoporti Delamare Deboutteville & Massoud, 1963
- Bourletiella rustica Maynard, 1951
- Bourletiella savona Maynard, 1951
- Bourletiella sicki Bretfeld, 1994
- Bourletiella spectabilis Handschin, 1930
- Bourletiella tullbergi (Reuter, 1876)
- Bourletiella venusta Bretfeld, 2001
- Bourletiella viridescens Stach, 1920

## Étymologie
Le nom générique, Bourletiella, a été donné en l'honneur de l'abbé C. Bourlet (d) qui a rédigé plusieurs articles sur les collemboles dans les années 1830-1840.

## Publication originale
- Banks, 1899 : « The Smynthuridae of Long Island, New York ». Journal of the New York Entomological Society, vol. 7, p. 193–197 (lire en ligne).